# Vincent Bach
Pour les articles homonymes, voir Bach (homonymie).
Vincent Bach Corporation était une entreprise américaine de fabrication d'instruments de musique, notamment de cuivres et accessoires, en particulier d'embouchures. Après plusieurs fusions-acquisitions, elle devient la marque commerciale Vincent Bach qui appartient au groupe d'entreprises Conn-Selmer, elle-même une succursale de Steinway Musical Instruments. Conn-Selmer utilise la marque Vincent Bach pour la distribution d'une gamme complète de cuivres. Les développements ultérieurs sont distribués sous la marque Bach Stradivarius.

## Le fondateur
Le fondateur Vincenz Schrottenbach (né le 24 mars 1890 à Baden (Autriche), mort le 8 janvier 1976 à New York),. Enfant, il a apprend le violon, la trompette et le clairon. À l'âge de 12 ans, il se concentre sur la trompette.  Diplômé de la Maschinenbauschule (école de génie mécanique de Vienne), il effectue son service militaire obligatoire dans la Marine austro-hongroise, où il travaille comme garçon  d'ascenseur, puis est conscrit une deuxième fois, période pendant laquelle il a servi comme musicien militaire dans l'orchestre naval autrichien. 
Lorsqu'il quitte l'armée pour la deuxième fois, Vincent décide, contrairement aux souhaits de sa famille de poursuivre  une carrière de soliste de cornet en tournée en Europe. Au début de la Première Guerre mondiale, il est en Angleterre ; il est forcé de changer de nom et de fuir aux États-Unis afin d'échapper à sa détention comme  ennemi étranger. Il reprend sa carrière d'interprète, interrompue par une autre période de service militaire obligatoire, cette fois dans l'armée américaine comme musicien.

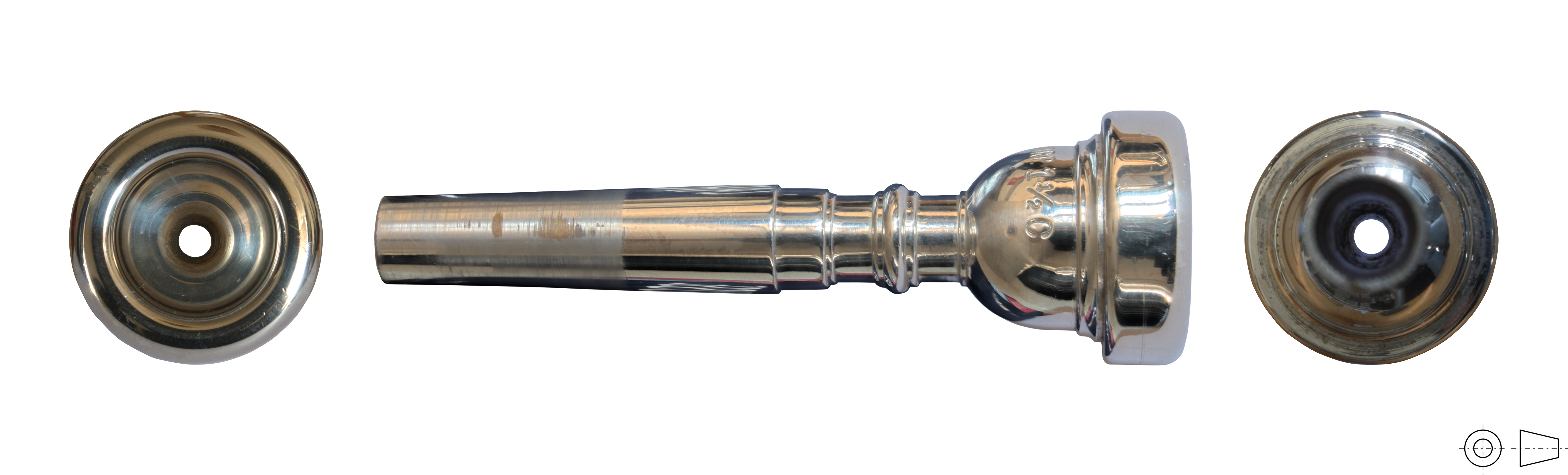
Une embouchure de trompette. Le modèle présenté est une Vincent Bach 1½C.

Après quelques difficultés initiales, Bach trouve un emploi à l'Orchestre symphonique de Boston puis comme premier trompettiste de l'orchestre du Metropolitan Opera à New York. Alors que Bach est en tournée à Pittsburgh en 1918, un réparateur détruit son embouchure en laiton, et Bach commence à expérimenter la réparation et la fabrication des embouchures.
C'est dans l'arrière-boutique du magasin de musique new-yorkais de l'entreprise Selmer que Bach débute la fabrication d'embouchures pour trompettes et cornets, d'abord en réalisations individuelles, puis en petites séries. Ensuite, il réalise des pièces en série et en précision individuelle, et il étudie systématiquement les correspondances entre  disposition constructive des becs et l’effet en termes de réponse, d'intonation, de son et de comportement musical en général. Il développe en plus un système de notation qui est encore en partie utilisé.

## Historique de laVincent Bach Corporation

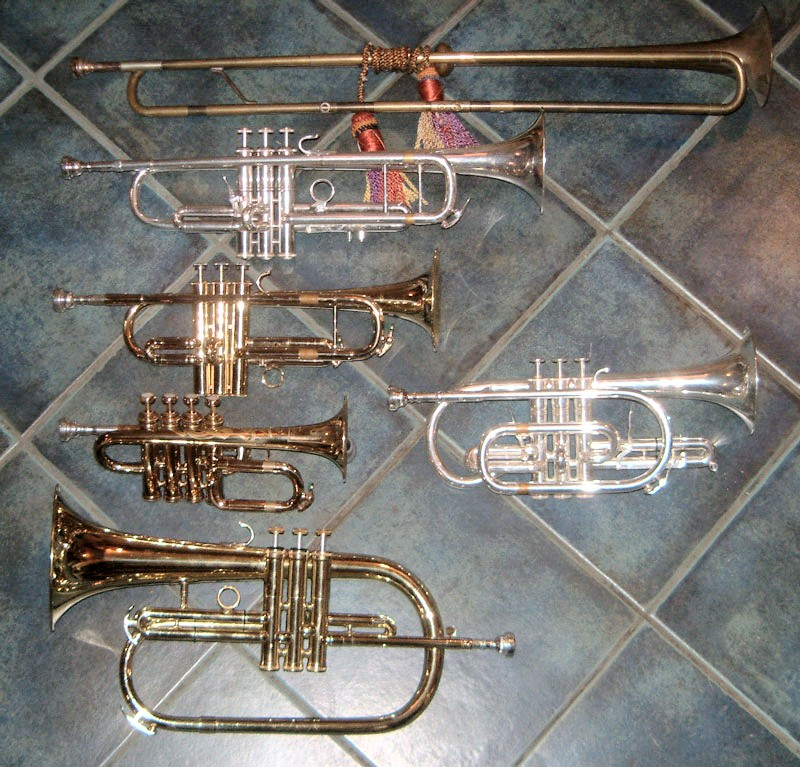
En haut à gauche : trompette baroque en ré, trompettes modernes en si♭ et ré (même ton de ré que la version baroque, mais de demi-longueur), trompette piccolo en si♭ aigu, bugle en si♭ ; à droite : cornet en si♭.

En 1922, l'atelier de Bach a 10 employés et occupe une petite fabrique à New York. 
À partir de 1924,  Bach produit des trompettes, puis à partir de 1928 également des trombones. Progressivement, la production est étendue à plusieurs séries de trompettes, cornets, bugles et trombones. Selon leur qualité, les diverses séries sont nommés Apollo, Minerva, Mercury, Mercedes et Stradivarius.
Bach décide en 1953 de déplacer la fabrication du Bronx, où la place est rare, dans la petite ville Mount Vernon dans l'État de New York. En 1961, Bach vend définitivement l'entreprise à la compagnie Selmer, qui, dans un premier temps, continue sans modification la fabrication de tous les modèles. Selmer déménage en 1965 la production de New York à Elkhart dans l'Indiana.
Même si Bach ne peut être considéré comme l'inventeur de la trompette américaine moderne à trois pistons Périnet, il a sans aucun doute apporté une contribution décisive au perfectionnement de cet instrument. Les instruments de l'époque de New York et du Mont Vernon continuent à être recherchés et certains d'entre eux sont considérés comme des pièces de collection. 
De nombreux trompettistes sont d'avis que les instruments fabriqués après cette époque sous l'égide de Selmer à Elkhart et ailleurs n'ont pas atteint, pendant longtemps, le même de qualité.
En 2002, Selmer est absorbée par le groupe Conn-Selmer, Inc. (en) qui lui-même devient une filiale de Steinway Musical Instruments, Inc. (en).
Après la vente de l'entreprise, Vincent Bach continue ses recherches au moins jusqu'en 1974. 
Bach meurt le 8 janvier 1976 à New York. Il est enterré au cimetière Kensico à Valhalla, dans l'État de New York.